# Tachiramastax ampullacea
Tachiramastax ampullacea är en insektsart som beskrevs av Marius Descamps 1974. Tachiramastax ampullacea ingår i släktet Tachiramastax och familjen Eumastacidae. Inga underarter finns listade i Catalogue of Life.